# Ceramanus
Ceramanus, rod jetrenjarki iz porodice Lepidoziaceae, dio potporodice Lepidozioideae. Postoji nekoliko priznatih vrsta u Australiji, Tasmaniji i Novom Zelandu

## Vrste
1. Ceramanus centipes (Lindenb. & Gottsche) E.D.Cooper
2. Ceramanus clatritexta (Steph.) E.D.Cooper
3. Ceramanus elegans (Colenso) E.D.Cooper
4. Ceramanus grossiseta (Steph.) E.D.Cooper
5. Ceramanus perfragilis (J.J.Engel & G.L.Merr.) E.D.Cooper
6. Ceramanus pruinosa (Herzog) E.D.Cooper
7. Ceramanus tuberifera (J.J.Engel & R.M.Schust.) E.D.Cooper